# Sara van Baalbergen
Sara van Baalbergen (Haarlem, 1607 - després de 1638), va ser una pintora de l'edat d'Or neerlandesa.
Segons el Rijksbureau voor Kunsthistorische Documentatie va ser la primera dona membre del Gremi de Sant Lucas de Haarlem i va estar documentada com a membre als anys 1631, 1634 i 1638. Va contreure matrimoni amb el pintor Barent van Eysen, seguidor de Vincent van der Vinne, el 1634. No es coneixen treballs que li hagin sobreviscut.